# Rawa
Rawa (tidligere navn Roździanka) er en mindre flod med en længde på 19,6 km i Schlesien i Polen. Den er den største sideflod til Brynica fra højre, som igen er en sideflod til Przemsza, som igen er en sideflod til Wisła. Floden har sit udspring i Ruda Śląska og løber gennem byerne Świętochłowice, Chorzów og Katowice. Til slut møder den Brynica i Sosnowiec kun nogle hundrede meter før denne løber sammen med Czarna Przemsza. 
Det meste af Rawa er kanaliseret og den fungerer hovedsagelig som en undergrunds kloakledning. Arbejde med at føre floden tilbage til den oprindelige form er påbegyndt.

## Historie
Floden blev først nævnt i skriftlige kilder i 1737 som Róździanka – fra en gammel landsby kaldt Roździeń, som i dag er en del af bydelen Szopienice i Katowice.
Der blev lagt planer om at kontrollere floden sent i 1800-tallet, men starten af 1. verdenskrig udsatte de tyske styremagters planer. Efter krigen blev tyskernes planer udført af Den anden polske republik sent i 1920'erne og et kloakanlæg blev bygget. Floden blev videre reguleret fra sent i 1970'erne til tidligt i 1990'erne. Hovedårsagen til reguleringen var faren for oversvømmelse på grund af gravedrift under området som gjorde at bakkeniveauet sank. 
Floden er kendt for være særdeles forurenet. I 1875 skal floden have været krystalklar, men industrialiseringen af Schlesien førte til så meget forurening at alle fisk forsvandt i 1893. Industri- og byvæksten fortsatte udover 1900-tallet og dette kombineret med lille tanke om miljøet førte til endnu dårligere vandkvalitet. I 1992 blev det hævdet at da floden rendt ud fra Katowice indeholdte den kun 14 % vand . I dag bliver den øvre del af floden regnet som et kloaksystem og der er planer om at føre hele floden gennem et vandrensningsanlæg. I 1990'erne blev der lagt planer om at forbedre vandforholdene og genoprette økologien i floden. Indtil videre er der bygget nye renseanlæg og det er ventet at vandet skal have blevet kraftigt forbedret i 2010. 